# Yamazaki

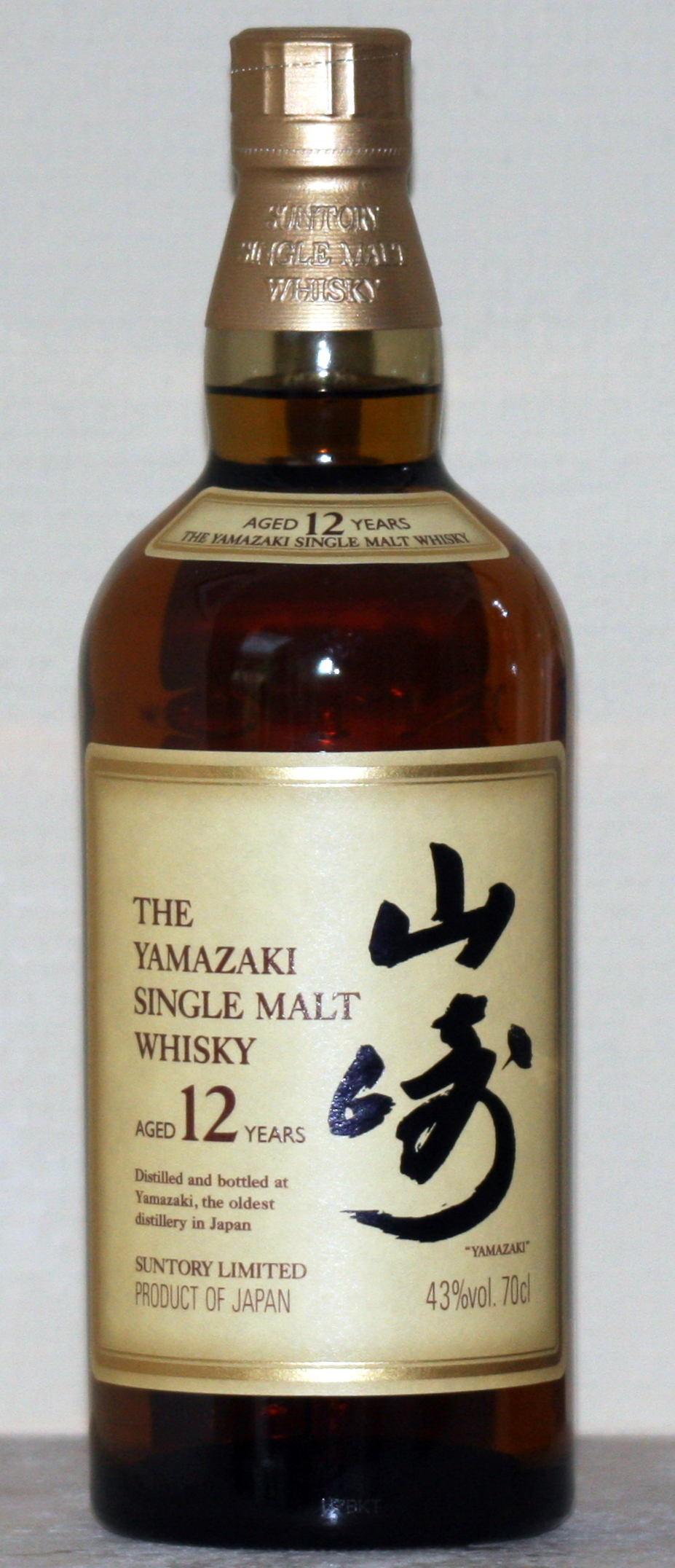
Butelka dwunastoletniej Yamazaki

Yamazaki – japońska whisky produkowana w gorzelni w Shimamoto w pobliżu Osaki przez koncern Suntory.
Firma powstała w 1923 roku jako pierwsza japońska destylarnia. Produkuje znaną whisky single malt, w odmianach dziesięcioletniej, dwunastoletniej i osiemnastoletniej. W 2003 roku dwunastoletnia Yamazaki wygrała złoty medal na The International Spirits Challenge, a w 2009 roku złoty medal na The San Francisco World Spirits Competition. 